# منظف الفرامل
منظفات الفرامل هي منظفات عديمة اللون مخصصة لتنظيف المكابح وحجرة المحرك والأرضية تحت البلاط في السيارات والدراجات النارية. من مزايا هذا المنظف أنه لا يترك بقايا الأوساخ بعد تبخر المذيب الذي يحتوية المنظف.

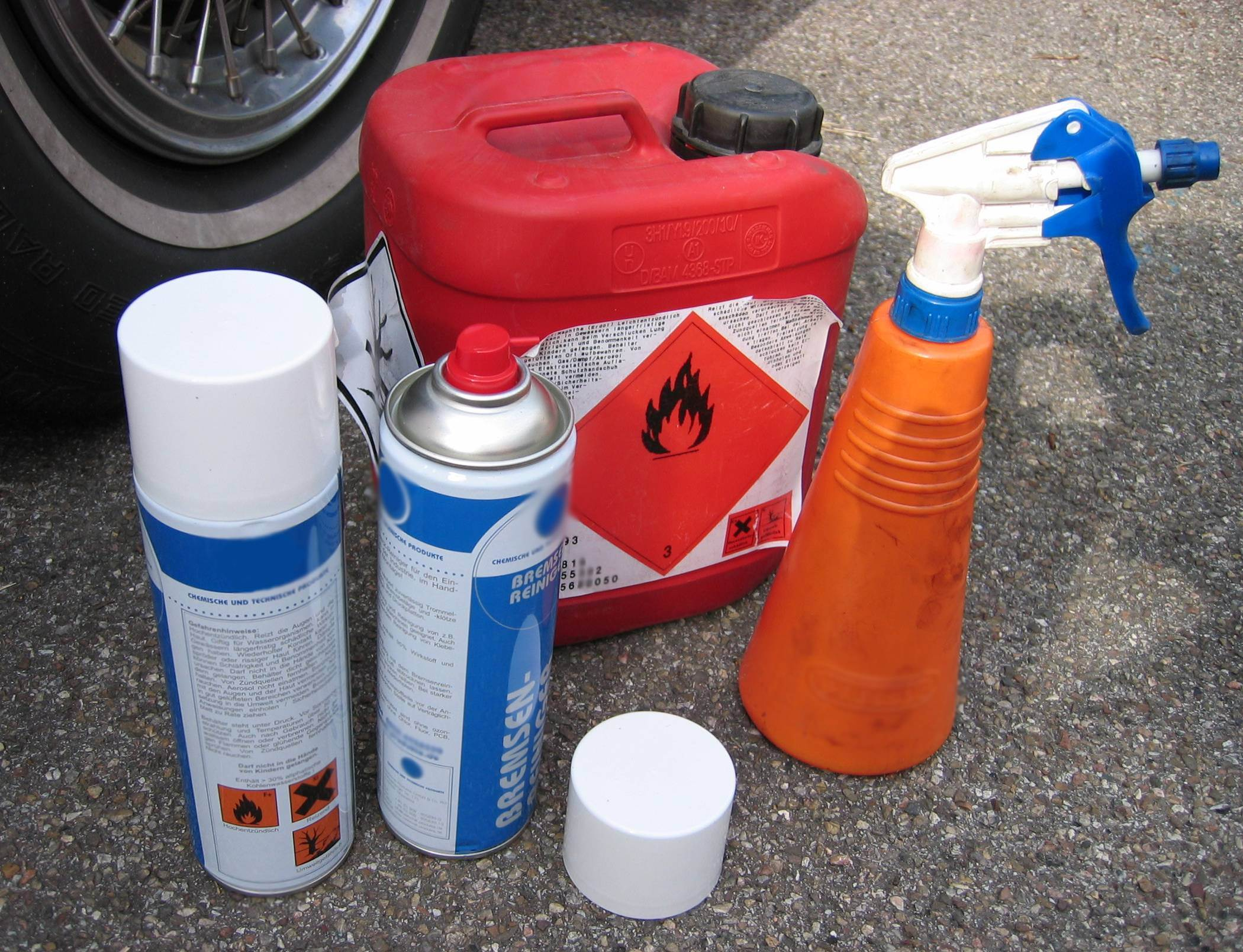
حاويات منظف الفرامل

## المكونات
عادة ما تكون غير قابلة للاشتعال وتحتوي على رباعي كلورو الإيثيلين وربما مركبات أروماتية مثل البنزين والتولوين الذان يكونان قابلان للاشتعال.